# 常盤公園 (横浜市)
常盤公園（ときわこうえん）は、横浜市保土ケ谷区に位置する横浜市立の都市公園（地区公園）。指定管理者制度に基づき、弓道場を除く施設は「緑とコミュニティーグループ」（藤造園建設株式会社、株式会社緑とコミュニティー、株式会社三光ビルサービス社の共同事業体）、弓道場は「横浜市弓道協会」が、指定管理者として管理・運営を行っている。

## 概要
保土ケ谷の実業家、岡野欣之助が、所有していた別荘を造成し、1921年（大正10年）10月に「常盤園」として一般に開放した。その後、1940年（昭和15年）に横浜市が常盤園の一部を購入し公園として整備して、1942年（昭和17年）に公開され、現在の「常盤公園」となった。
サクラやユキヤナギ、スミレの名所としても知られる。

## 主な施設
- サッカー場（有料）
- テニスコート（有料）
- 児童遊具
- 広場
- 弓道場（有料）
- 駐車場（有料）

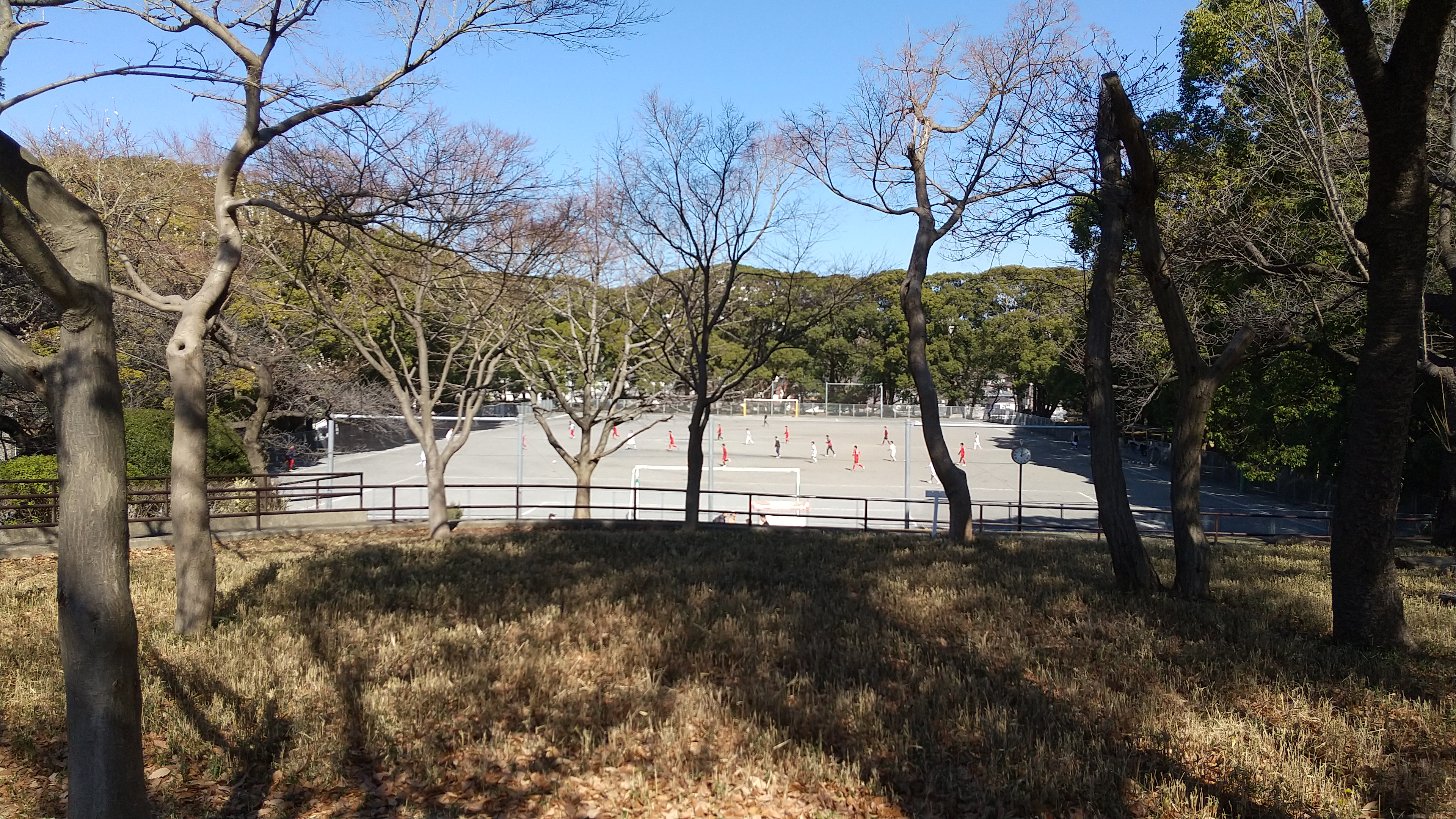
サッカー場
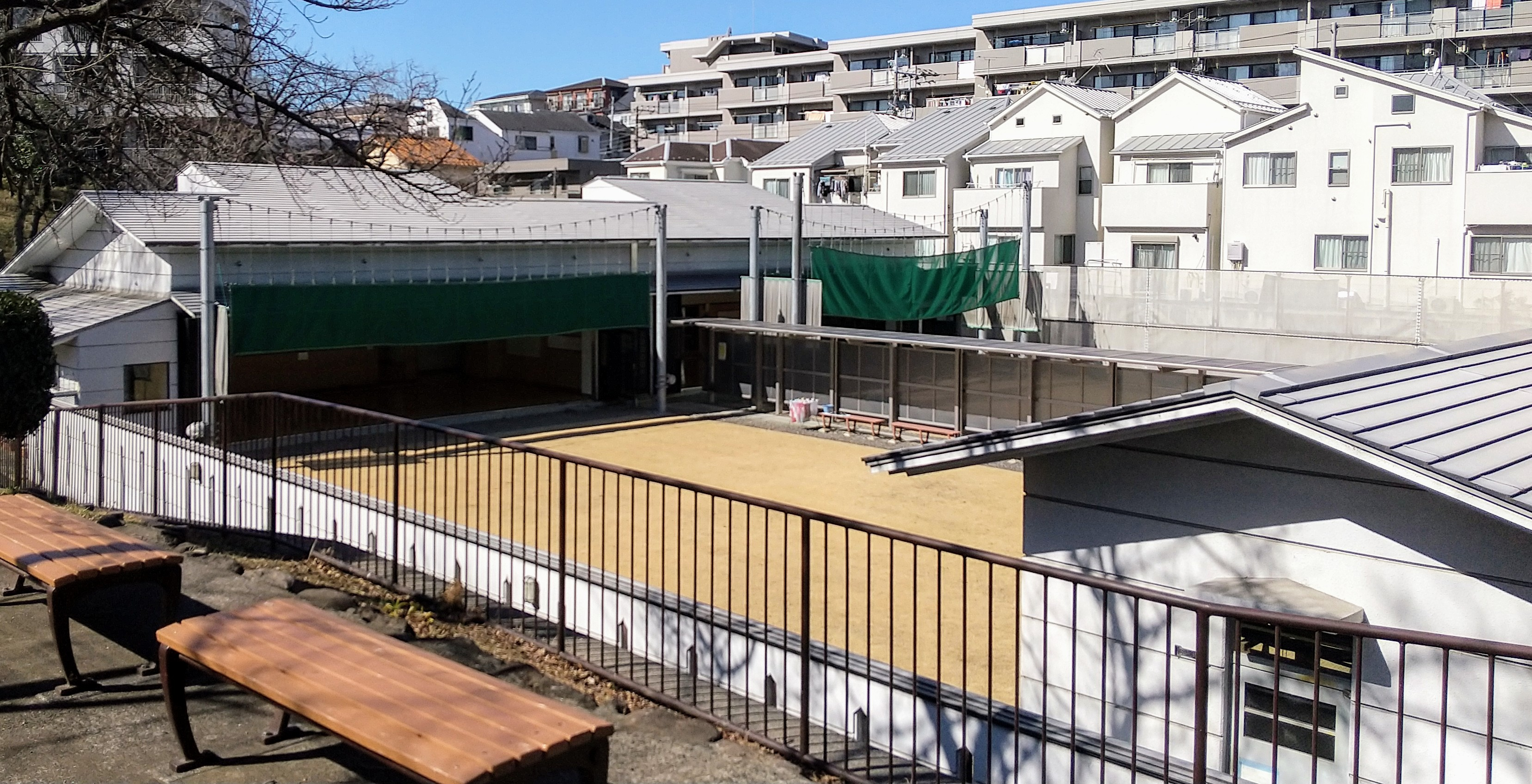
弓道場
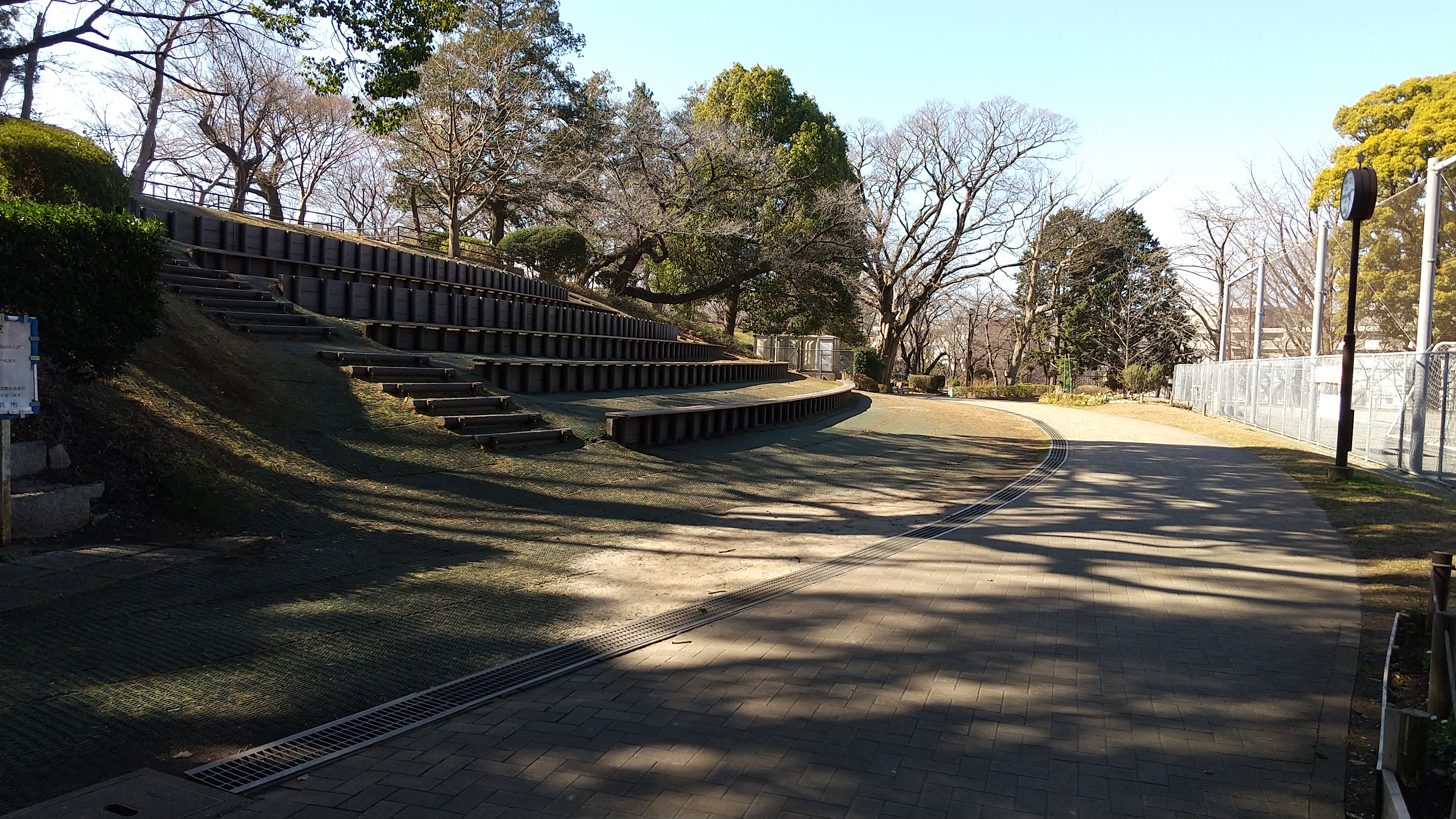
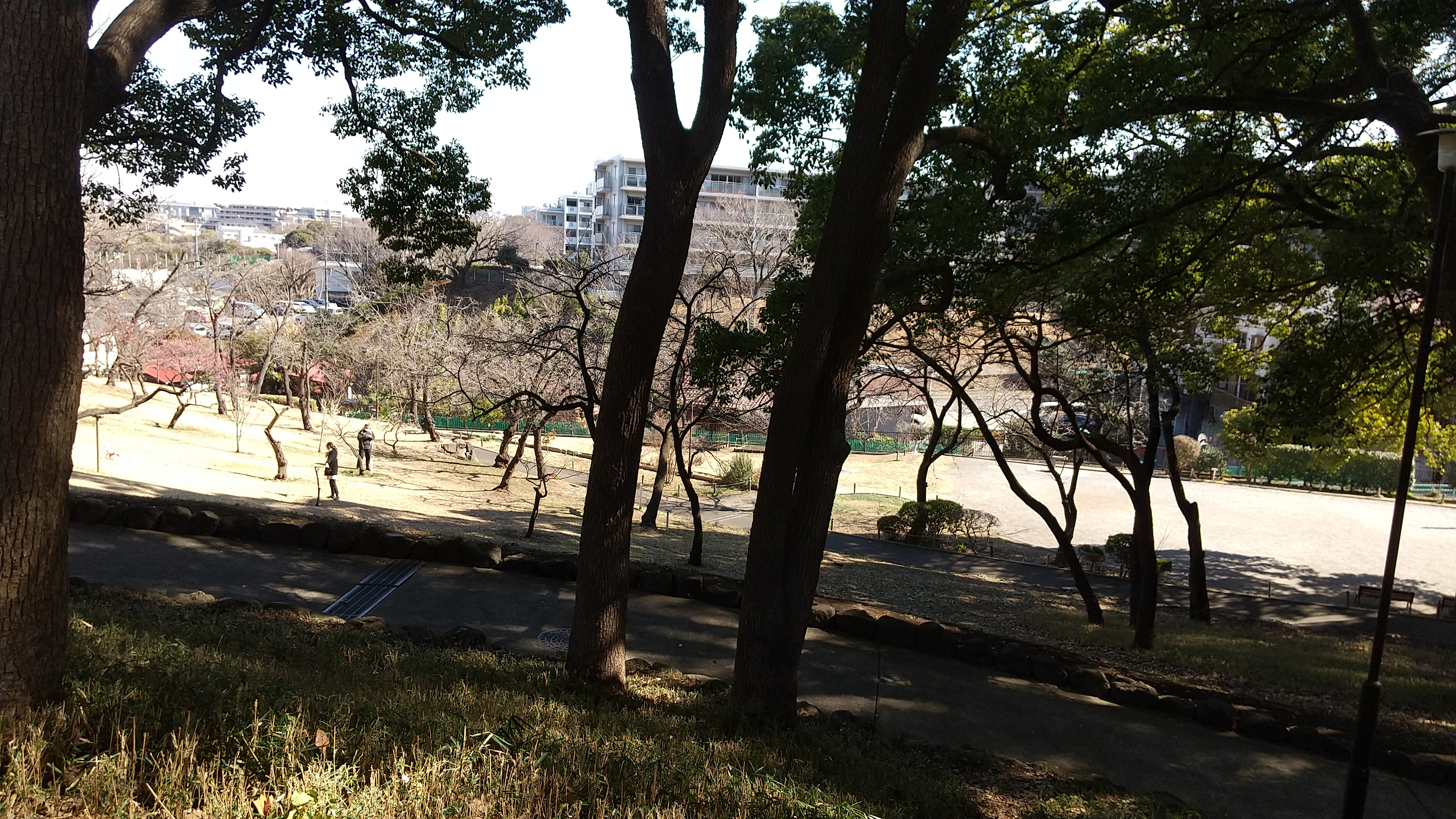
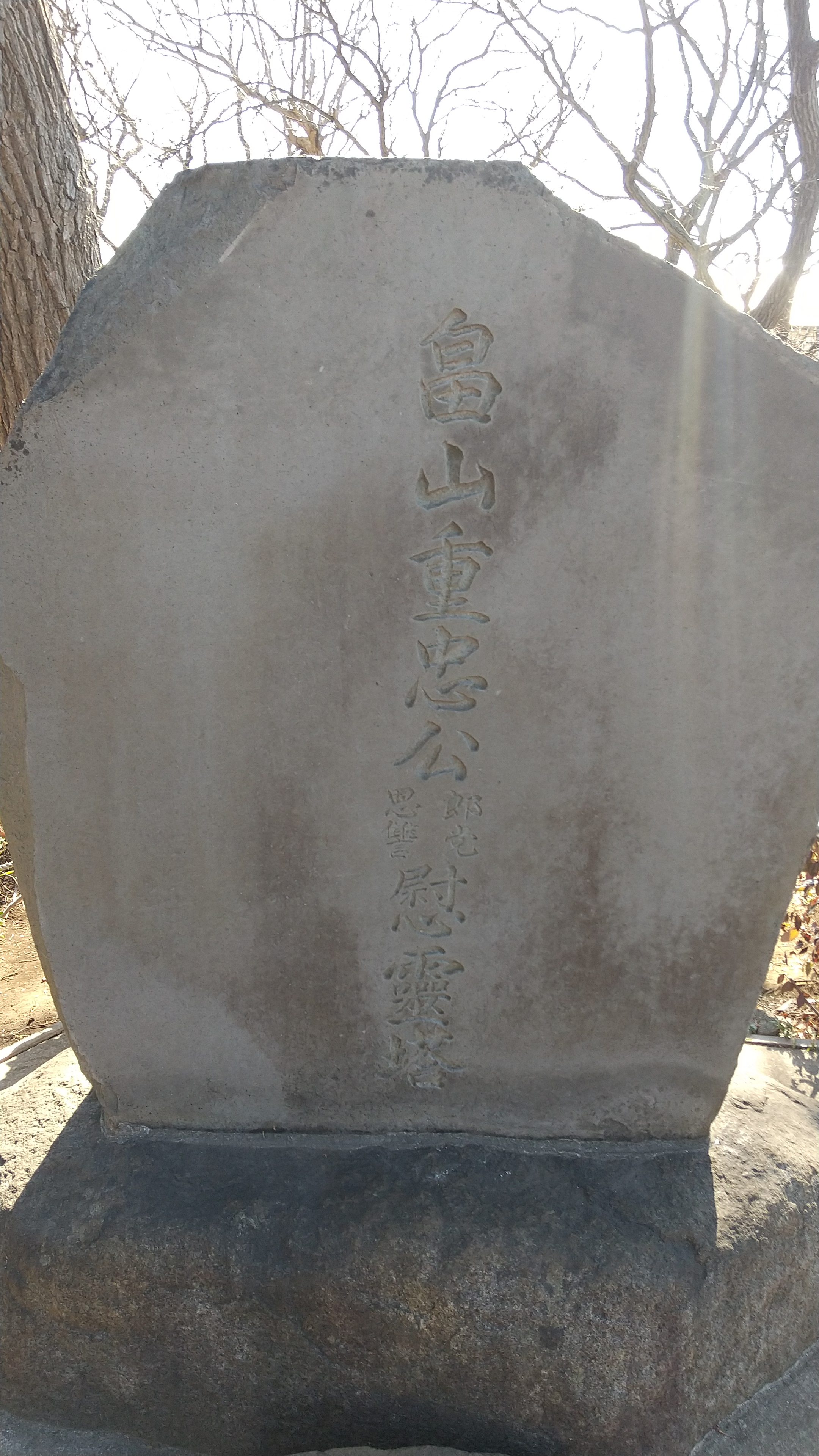
畠山重忠慰霊塔

## 近隣
- 横浜国立大学常盤台キャンパス
- 真福寺（和田所在）